# Montroy, Charente-Maritime

Montroy este o comună în departamentul Charente-Maritime, Franța. În 1 ianuarie 2022 avea o populație de 940 de locuitori.